# Ana
Ana (arab. ‏عانة‎) – miasto w Iraku, w Al-Anbar. W 2009 roku liczyło 17 025 mieszkańców.
Jest położone w zachodniej części kraju, nad Eufratem.